# Dashi (restaurang)

Dashi är en restaurang på Rådmansgatan 23 på Östermalm i Stockholm.
Restaurangen, som fått sitt namn av den japanska buljongen med samma namn, öppnade på den fasta adressen i mars 2022 efter att tidigare fört en mer kringflackande tillvaro som pop-up restaurang. Bakom satsningen stod kockduon Harry Jordås och Nathan Turley. 
Den lilla, spartanskt inredda lokalen rymmer 16 sittande, vilka serveras en fast japansk avsmakningsmeny om tiotalet rätter medan dryckesmenyernas fokus ligger på saké.  
Restaurangen belönades 2024 med en stjärna i Guide Michelin.

## Bilder

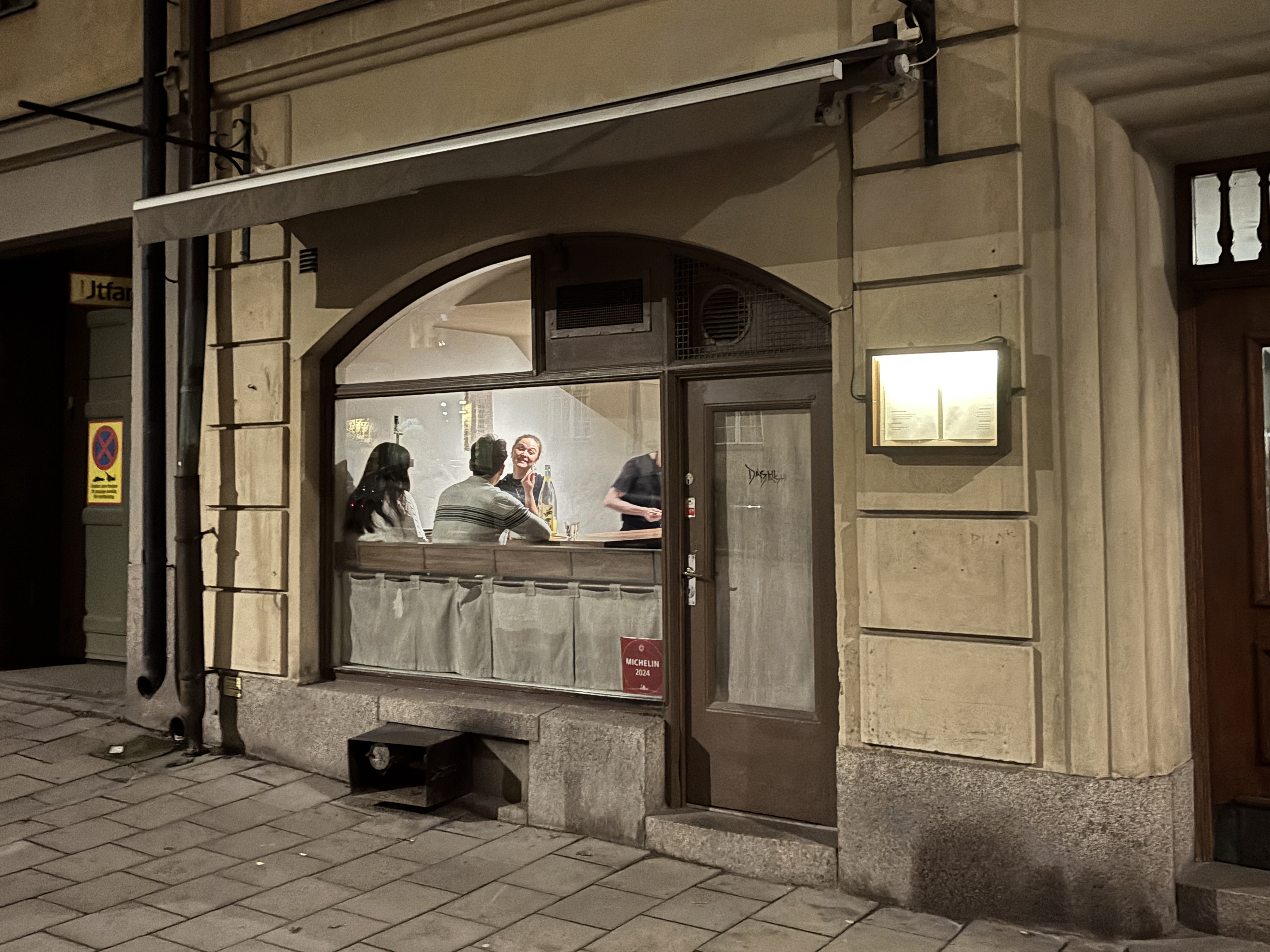
Lokalen på Rådmansgatan
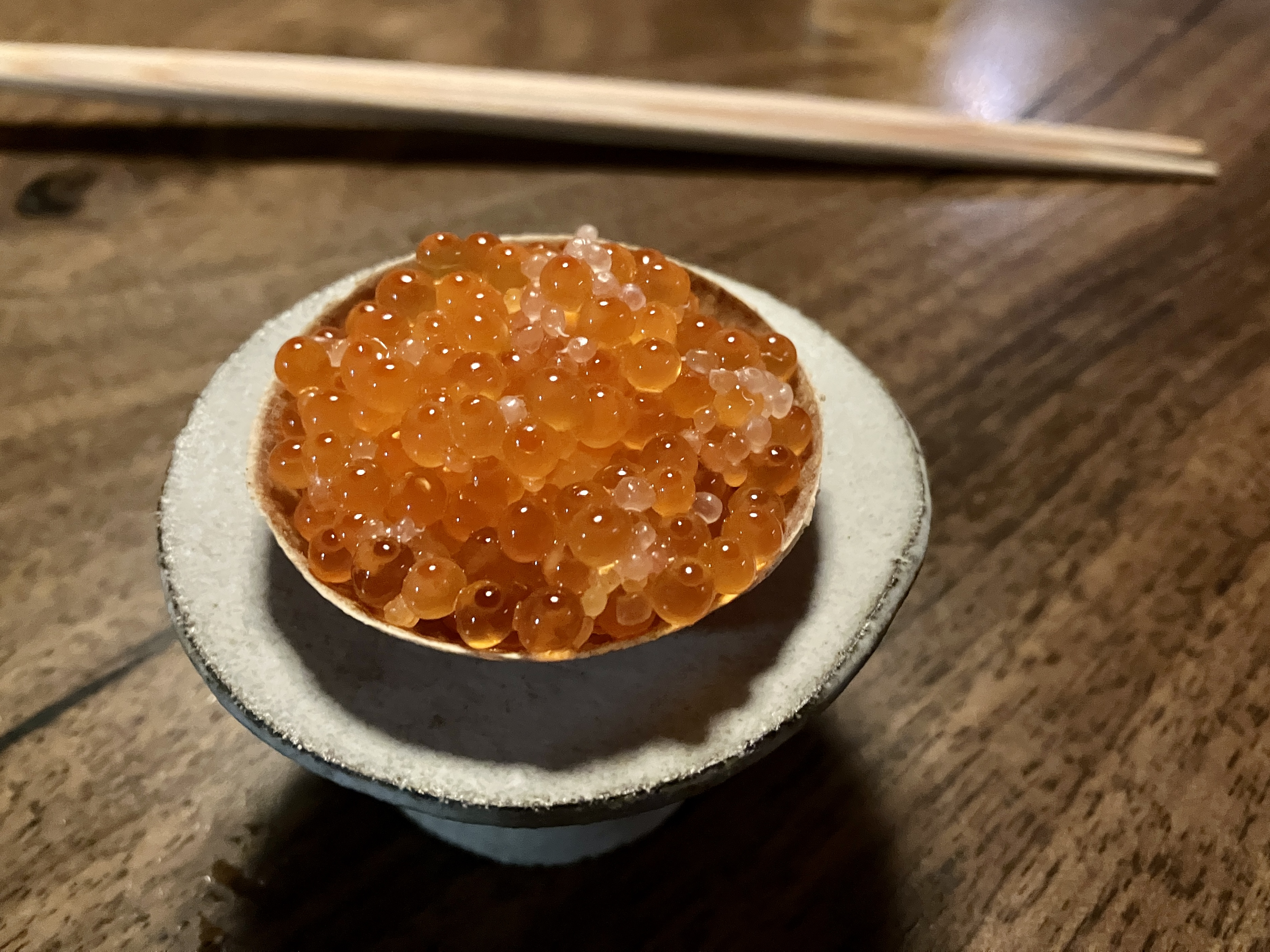
Dashimarinerad forellrom.
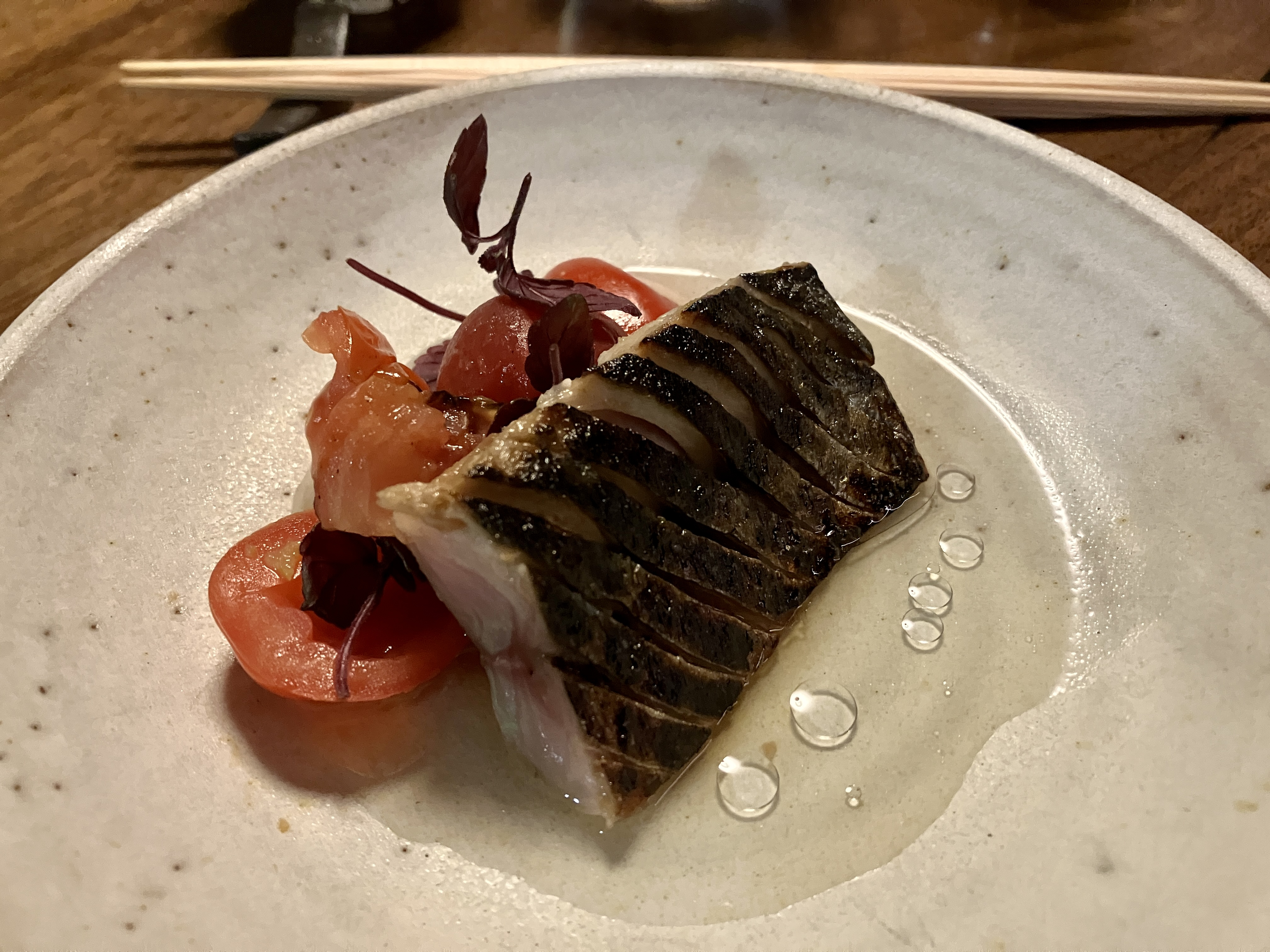
Inlagd och grillad makrill.
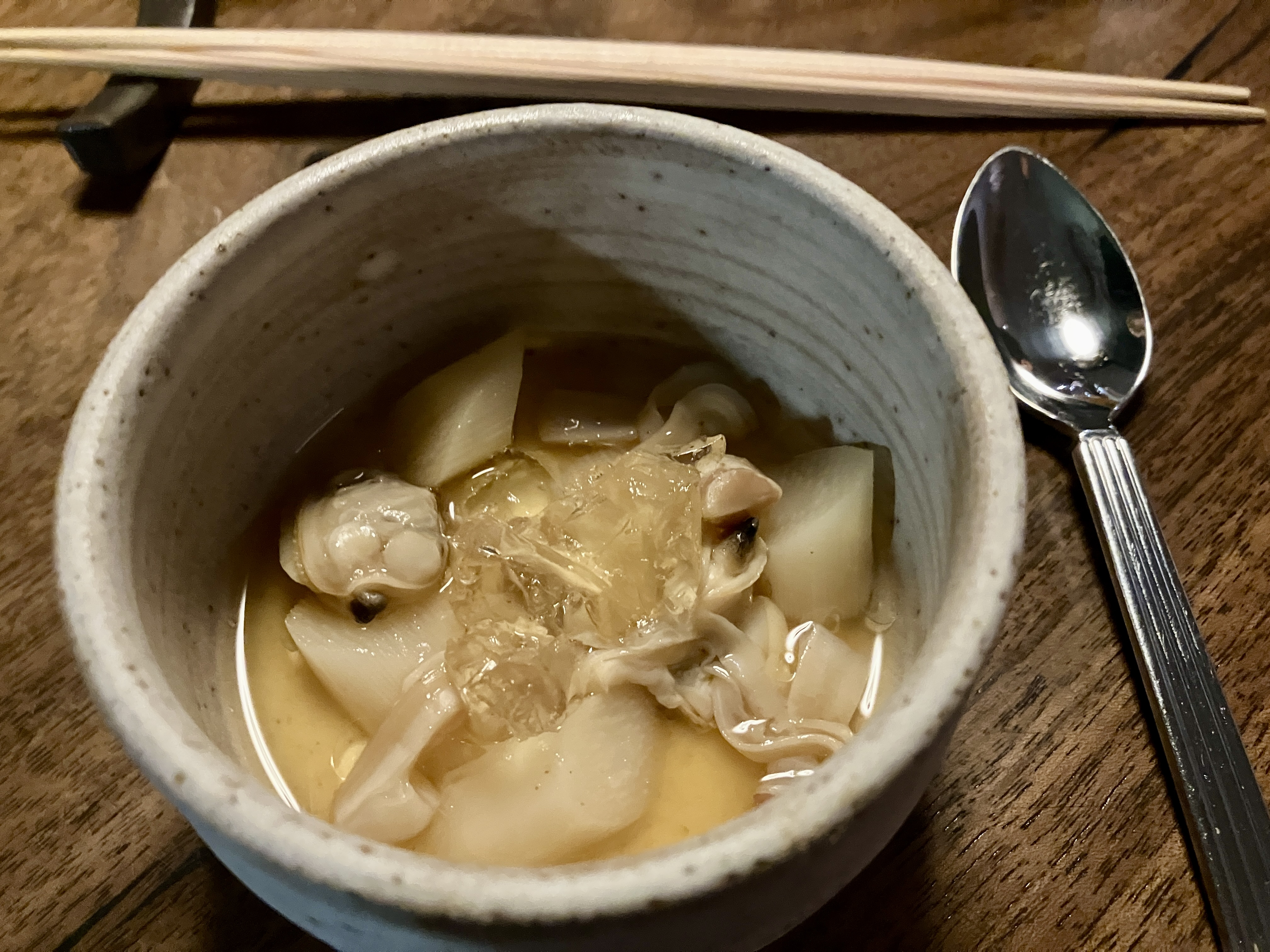
Chawanmushi med musslor och vit sparris.